# Golfe de Laconie
 (janvier 2024).
Si vous disposez d'ouvrages ou d'articles de référence ou si vous connaissez des sites web de qualité traitant du thème abordé ici, merci de compléter l'article en donnant les références utiles à sa vérifiabilité et en les liant à la section « Notes et références ».
Le golfe de Laconie ou de Kolokythia (en grec moderne : Λακωνικός Κόλπος, Lakonikós Kólpos) est un golfe de la mer Méditerranée.
Situé à l'extrême sud du Péloponnèse, il est formé à l'ouest par la péninsule du Magne dominé par le mont Taygète, puis terminé par le cap Ténare, au nord par la plaine de Laconie, et à l'est par l'Ákra Agia Maria, la pointe méridionale de l'île Élafónisos. Cette île se situe juste au sud de la péninsule d'Épidaure Limira et son extrémité sud marque la limite entre la mer Égée et la mer Méditerranée.

## Transferts de navire à navire
À la suite de l'embargo de l'Union européenne sur les hydrocarbures russes en 2022, le golfe de Laconie est le lieu de transferts de navire à navire de pétrole de la flotte fantôme russe pour échapper aux sanctions et brouiller les origines des hydrocarbures. 